# WSOF 15
WSOF 15: Branch vs. Okami é um evento de artes marciais mistas promovido pelo World Series of Fighting, é esperado para ocorrer em 15 de novembro de 2014 no USF Sun Dome em Tampa, Florida. O evento será transmitido ao vivo na NBC Sports Network nos EUA e na TSN2 no Canadá.

## Background
O evento principal é esperado para ser uma luta pelo Cinturão Peso Médio do WSOF entre o campeão David Branch e o desafiante Yushin Okami.
Esse evento irá ao ar contra o UFC 180 e Bellator 131 sendo essa a primeira vez que as três maiores promoções de MMA realizam um evento na mesma noite.

## Card Oficial
^ a: Pelo Cinturão Peso Médio do WSOF.

^ c: Pelo Cinturão Peso Palha Feminino do WSOF.

## Ligações Externas
1. ↑  a[›]
2. ↑  c[›]